# José Gomes da Silva (agrônomo)
José Gomes da Silva (Ribeirão Preto, 1924 — Campinas, 14 de fevereiro de 1996), foi um engenheiro agrônomo e empresário rural brasileiro. Foi um dos expoentes da reforma agrária brasileira – tendo levado ao Movimento dos Trabalhadores Rurais Sem Terra (MST) a consciência de que, além dos problemas e desafios da questão agrária no Brasil, deveria ser observada também a necessidade da capacitação técnica dos camponeses.

## Vida pública
Foi Secretário da Agricultura do Estado São Paulo de 1982 a 1985 do governo Franco Montoro.
Gomes da Silva foi um dos redatores do Estatuto da Terra e presidente do INCRA em 1985 no Governo Sarney por indicação de Tancredo Neves.
A Fundação Instituto de Terras do Estado de São Paulo, criada pela Lei nº 10.207, de 08/01/1999, leva o seu nome. Também foi homenageado, dando nome ao Prêmio José Gomes da Silva, concedido pela Sociedade Brasileira de Economia, Administração e Sociologia Rural, às teses destacadas de doutorado em sociologia rural.

## Obres publicadas
- A Reforma Agrária Brasileira na Virada do Milênio - Ed. Associação Brasileira de Reforma Agrária, 1996 ISBN 9788560548316
- Caindo por Terra: Crises da Reforma Agrária na Nova República - Ed. Busca Vida, 1987 ISBN 9788575061459
- Buraco Negro: A Reforma Agrária na Constituinte de 1987/88 - Ed. Paz e Terra, 1989 ISBN 9788579831423
- A Reforma Agrária no Brasil: Frustração Camponesa ou Instrumento de Desenvolvimento ? - Ed. Zahar, 1971